# Gruntowa (szczyt)
Gruntowa (niem. Grundberg) – szczyt (685 m n.p.m.) w Sudetach Środkowych, w paśmie Wzgórz Wyrębińskich.
Szczyt położony pomiędzy miejscowościami Grzymków a Drzazgi, zbudowany z utworów czerwonego spągowca, porośnięty lasem świerkowym.

## Turystyka
Zboczem prowadzi szlak turystyczny:
- zielony – Ludwikowice Kłodzkie - Kozie Siodło.